# Jestřábník klamný
Jestřábník klamný (Hieracium decipiens) je druh rostliny z čeledi hvězdnicovité. Je to vytrvalá, žlutě kvetoucí bylina s přízemní růžicí listů a jedním nebo několika poměrně velkými úbory. Náleží do skupiny Hieracium nigrescens agg. (H. alpinum ≥ H. murorum). Vyskytuje se jako endemit výhradně v Krkonoších, kde je jedním z nejběžnějších vysokohorských jestřábníků.

## Popis
Jestřábník klamný je vytrvalá bylina s přízemní růžicí listů a lodyhou dorůstající výšky asi 15 až 30 cm. Lodyha bývá mírně zprohýbaná, po celé délce více či méně chlupatá.  
Přízemní růžice se skládá ze 4 až 6 řapíkatých listů. Vnější jsou podlouhle eliptické až obkopinaté, na bázi klínovité, na vrcholu zaokrouhlené, celokrajné nebo na okraji drobně zubaté; vnitřní podlouhle eliptické až obkopinaté, na vrcholu tupě špičaté, na bázi klínovité nebo s čepelí postupně sbíhající na řapík. Na okraji jsou drobně zubaté, řidčeji s jedním nebo několika většími zuby. Lodyžních listů bývá většinou 3 až 6, pouze jeden (výjimečně dva) nejdolejší ale bývá řapíkatý a s vyvinutou čepelí, zatímco ostatní jsou čárkovitě kopinaté a podobné zákrovním listenům.
Úbory jsou poměrně velké, buď jednotlivé, nebo v chudě rozvětveném květenství s dlouhými větvemi. Stopky úborů jsou hustě hvězdovitě chlupaté, s roztroušenými jednoduchými chlupy s černou bází a četnými stopkatými žlázkami. Zákrov je válcovitě vejcovitý, s četnými, střechovitě se kryjícími listeny. Na zákrovních listech jsou roztroušené až 4 mm dlouhé jednoduché chlupy s černou bází, četné drobné stopkaté žlázky a při bázi i ojedinělé hvězdovité chlupy.
Ligula je žlutá, plochá, až 18 mm dlouhá, na vrcholu s četnými krátkými chloupky.
Čnělka je stejně jako bliznová ramena okrová s černými šupinkami.

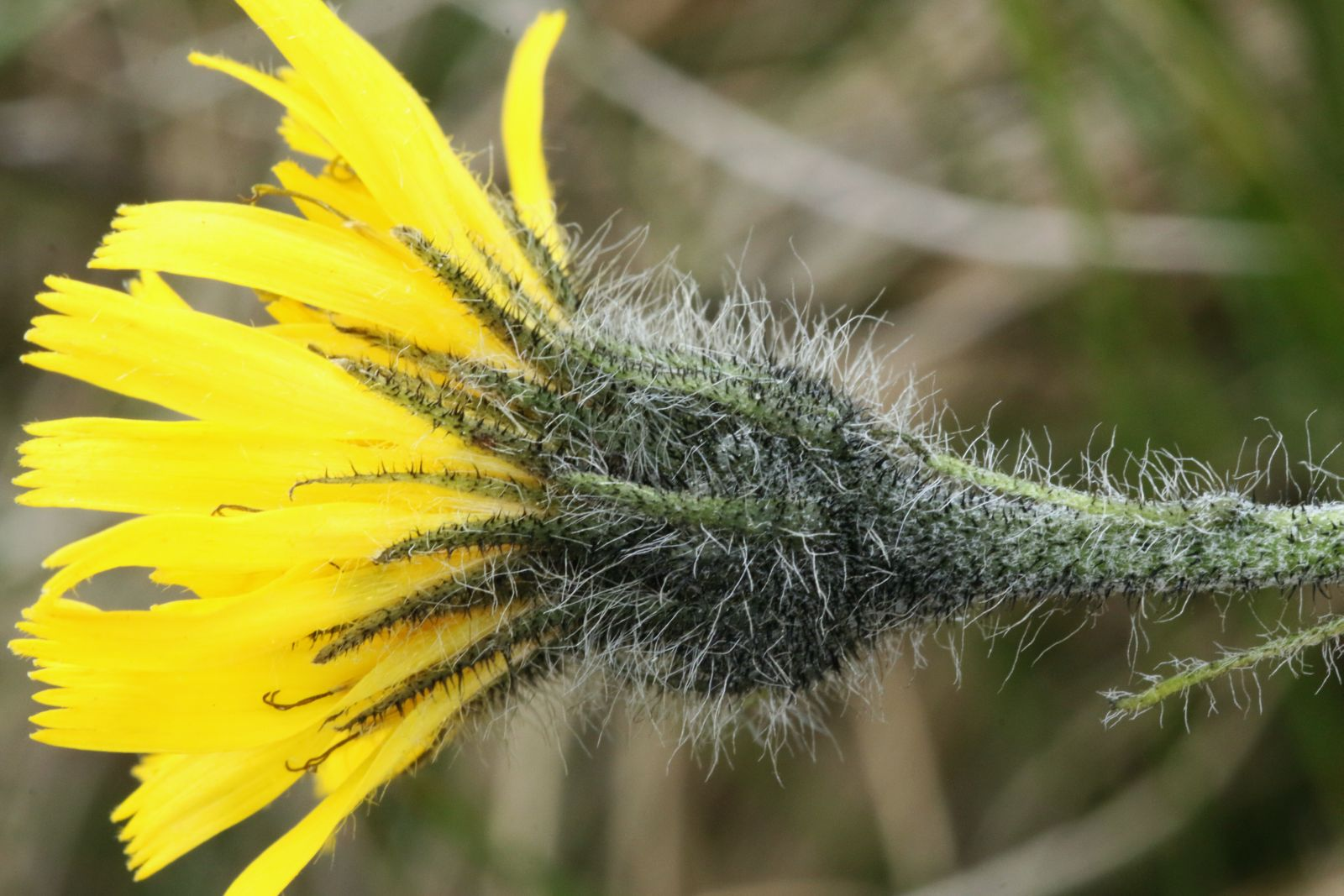
Detail úboru jestřábníku klamného
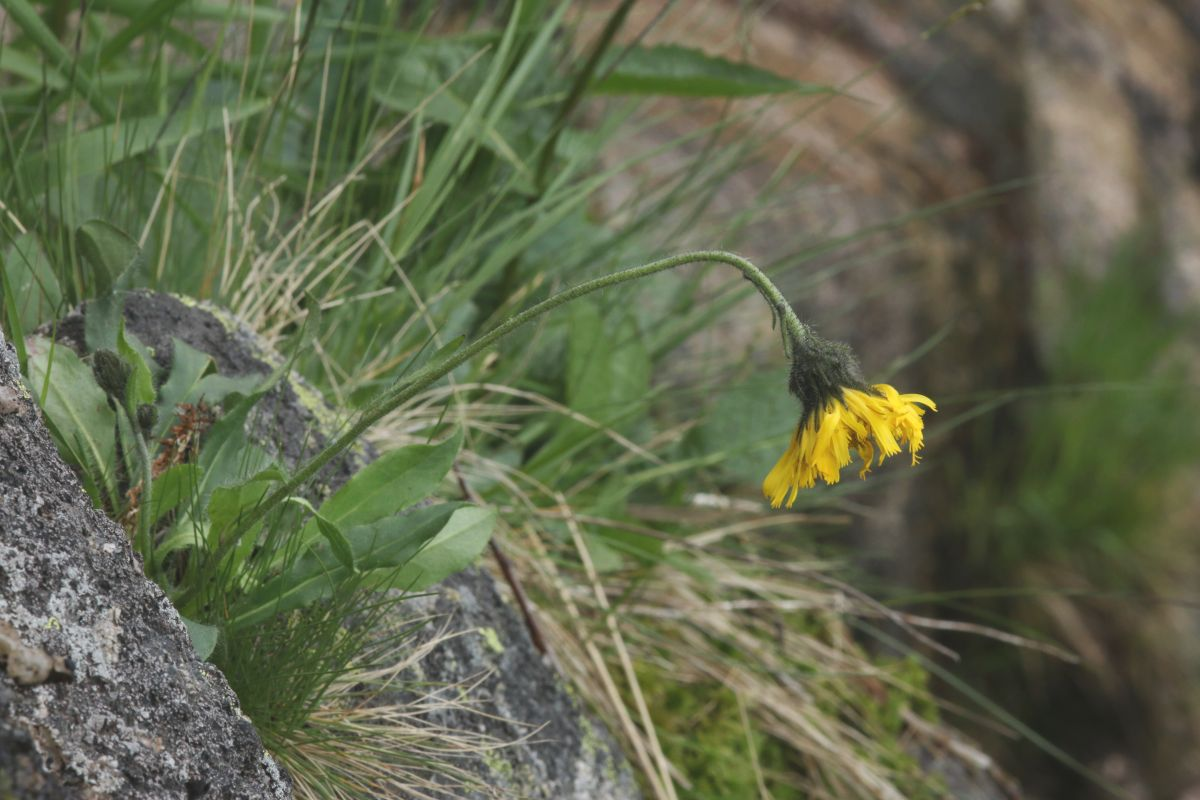
Časně letní forma rostliny s jednoduchým květenstvím
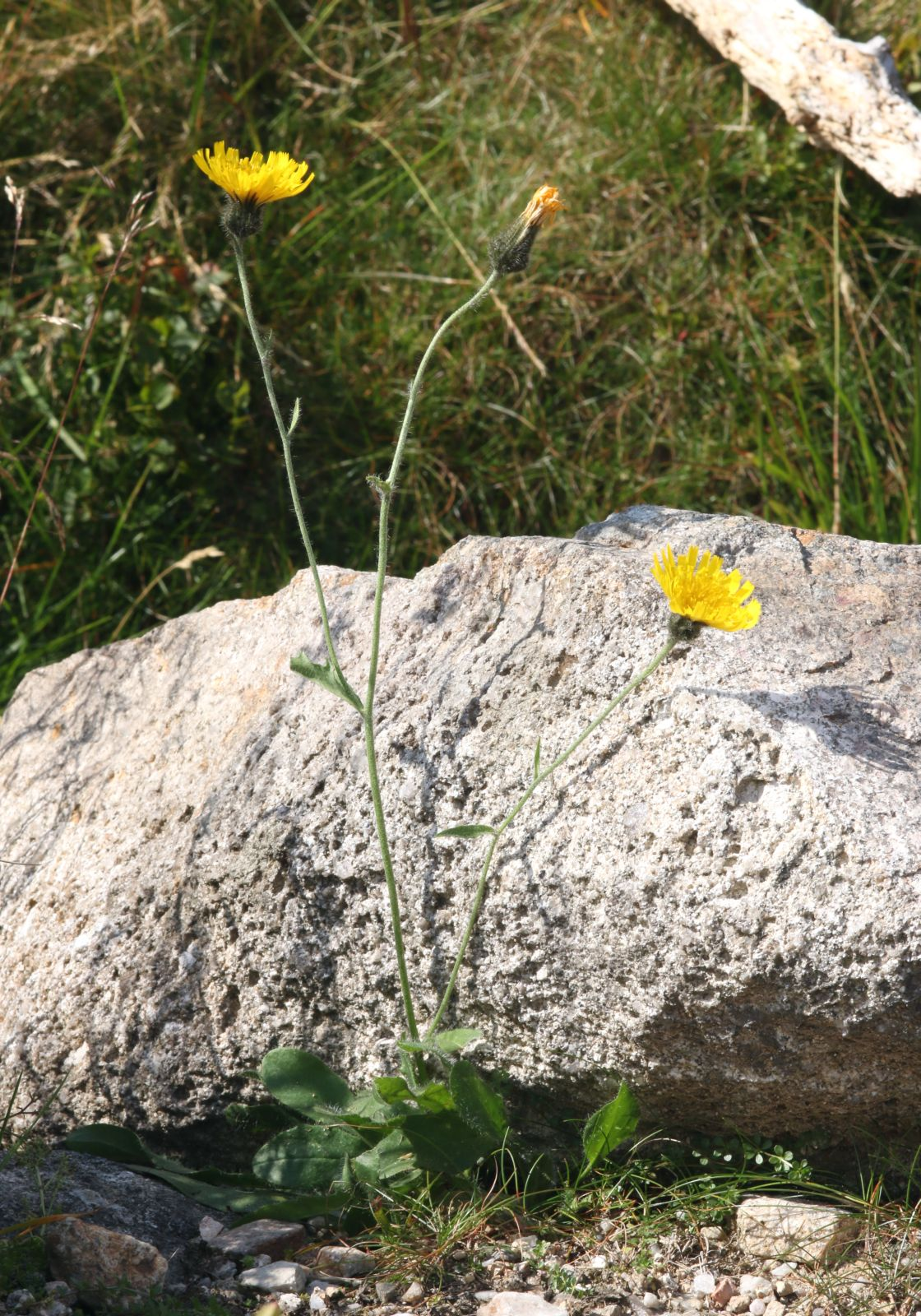
Pozdně letní forma rostliny s větveným květenstvím

## Rozšíření
V pojetí přijatém v díle Květena České republiky je jestřábník klamný endemit Krkonoš, podobné typy jsou však rozšířeny i v Karpatech. Roste na české i polské straně pohoří a také na Rýchorách. Vyskytuje se dosti hojně ve společenstvech nad hranicí lesa, jako jsou vysokohorské trávníky, porosty brusnicovité vegetace, světliny v kleči, a rovněž v karových jámách. Roste v nadmořských výškách od 800 metrů až po nejvyšší polohy pohoří. Poměrně často se s ním lze také setkat na lehce disturbovaných plochách při okrajích turistických cest v subalpínském stupni.

## Taxonomie
Druh Hieracium decipiens je řazen do skupiny druhů, označované jako Hieracium nigrescens agg., a zahrnující taxony odpovídající morfologické kombinaci H. alpinum ≥ H. murorum.

## Rozlišovací znaky
Pro jestřábník klamný jsou charakteristické poměrně velké úbory podobně jako u jestřábníku alpského. Začátkem léta má úbor většinou jen jeden a ten bývá charakteristicky skloněný na stranu vlivem prohnutí stopky pod květenstvím. V pozdní sezóně se nezřídka vytváří hluboce členěná, několikaúborná lodyha a rostlina nabývá dosti odlišného vzhledu. Od jestřábníku alpského (H. alpinum) a jestřábníku černohlavého (H. melanocephalum) se odlišuje jednak tvarem zejména vnějších přízemních listů, v jejichž tvaru se projevuje vliv jestřábníku zedního v rodokmeni, a také tmavými čnělkami. V ochlupení zákrovů jsou mezi jednoduchými chlupy drobné, ale silnou lupou zřetelně viditelné stopkaté žlázky. Další krkonošské horské jestřábníky, u nichž připadá záměna v úvahu, patří již mezi vzácné druhy. Morfologicky nejblíže mu je jestřábník špičkatý (H. apiculatum), odlišující se zejména nápadně hrubě zubatými listy. Jestřábník černavý (H. nigrescens) se liší tvarem listů i ochlupením zákrovů. Jestřábník Schustlerův (H. schustleri) mívá přinejmenším dva lodyžní listy lupenité a stopky úborů bývají nápadně tmavé.